# Ndolou
Ndolou è un dipartimento della provincia di Ngounié, in Gabon, che ha come capoluogo Mandji.